# Giacomo Lanzoni
Giacomo Lanzoni (Genova, 12 novembre 1993) è un pallanuotista italiano, attaccante del Chiavari.
Cresciuto nel Nervi, con cui esordisce anche in Serie A1, si trasferisce al Bogliasco in occasione della stagione 2013-14. L'anno dopo firma per l'Acquachiara (dove disputa la finale di Coppa LEN), in un'operazione di mercato che prevede il passaggio in Campania anche del compagno di squadra Luca Marziali.
Nella stagione 2017-2018 torna a giocare, dopo tre anni, con la calottina del Bogliasco. Nel 2023 con il Savona è finalista in Coppa LEN.